# Brama Wielka w Raciborzu
Brama Wielka (Mikołajska, Kozielska, Głubczycka, Przedmiejska) – nieistniejąca, jedna z trzech bram miejskich w Raciborzu. Znajdowała się u styku dzisiejszej ulicy Długiej i placu Wolności, na wysokości apteki Pod Łabędziem. Została rozebrana w 1818 roku.

## Położenie
Brama znajdowała się na głównej arterii Raciborza, ul. Długiej. Brama według przeprowadzonych w 2017 roku prac archeologicznych znajdowała się na styku wylotu ulicy Długiej i ulicy Chopina, na wysokości dawnej Apteki pod Łabędziem. Do bramy kierowały trzy ulice wychodzące z rynku w kierunku zachodnim: ul. Długa (tzw. droga wrocławska), ul. Rzeźnicza oraz ul. Chopina, które przed bramą tworzyły trójkątny plac. Natomiast do miejskiej bramy z zewnątrz dojeżdżano tzw. drogą starowiejską.

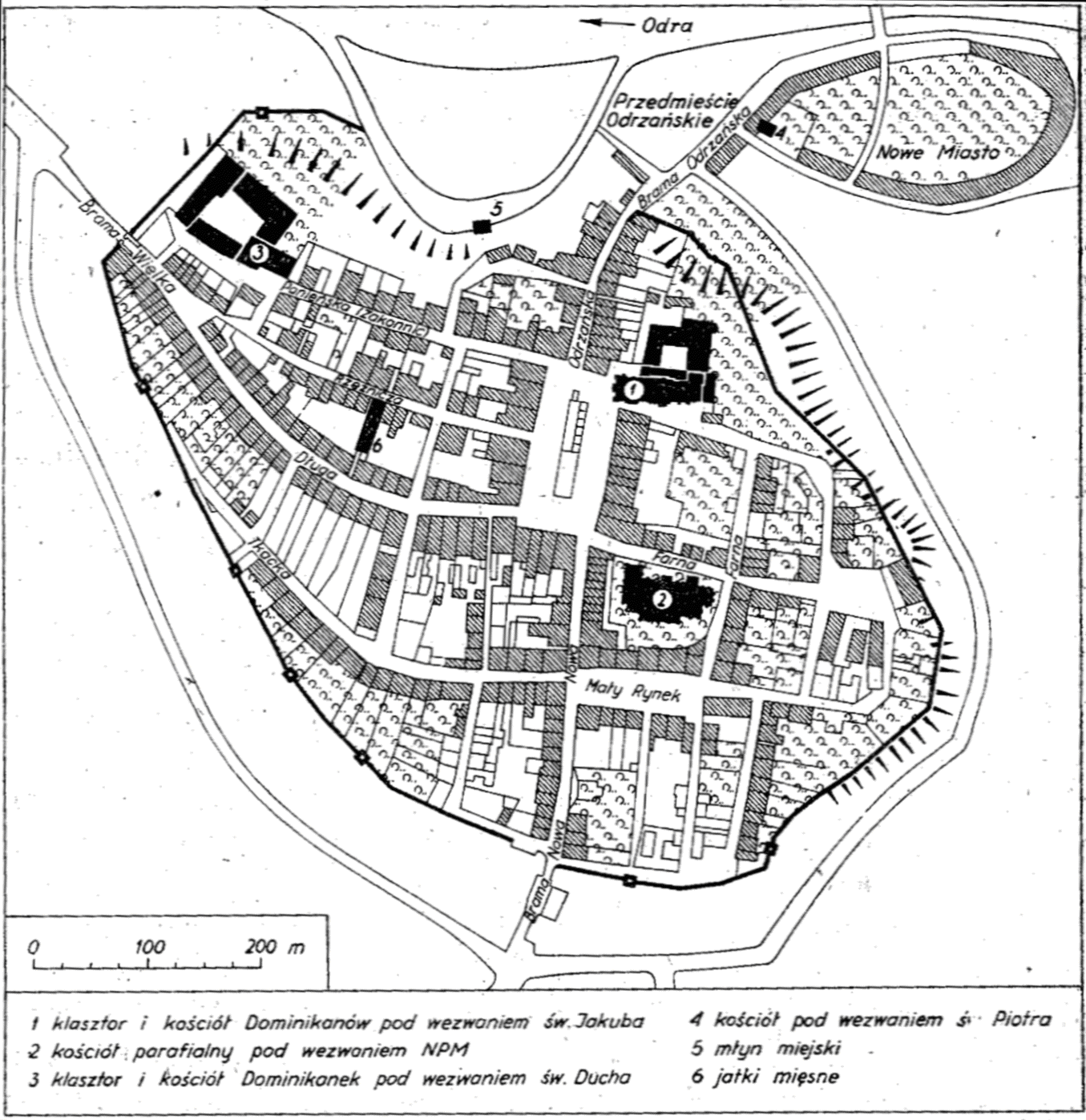
Plan miasta z 1567 roku, na którym widać położenie Bramy Wielkiej

## Historia
Brama powstała najprawdopodobniej w XIII wieku. Wchodziła w skład murów otaczających miasto. Przez bramę wychodziło się na trakt prowadzący w kierunku Koźla, Głubczyc oraz Opawy. Rozebrano ją w 1818 roku w związku z budową narożnego domu. Za bramą na terenie obecnego placu Wolności znajdował się do 1880 targ, na którym sprzedawano bydło, stąd również nazwa bramy - Kozielska.

## Architektura
Brama wybudowana została z cegły i miała trzy pięta. Na ostatnim piętrze znajdował się taras otoczony blankami. Brama posiadała czworoboczną wieżę z wysokimi i prostokątnymi blankami. Warto dodać, że attyka baszty więziennej została częściowo zrekonstruowana w latach 1896-1900 i 1958, a kształt jej zwieńczenia przypomina attykę jaka znajdowała się na bramie Starowiejskiej.